# Drosera hamiltonii

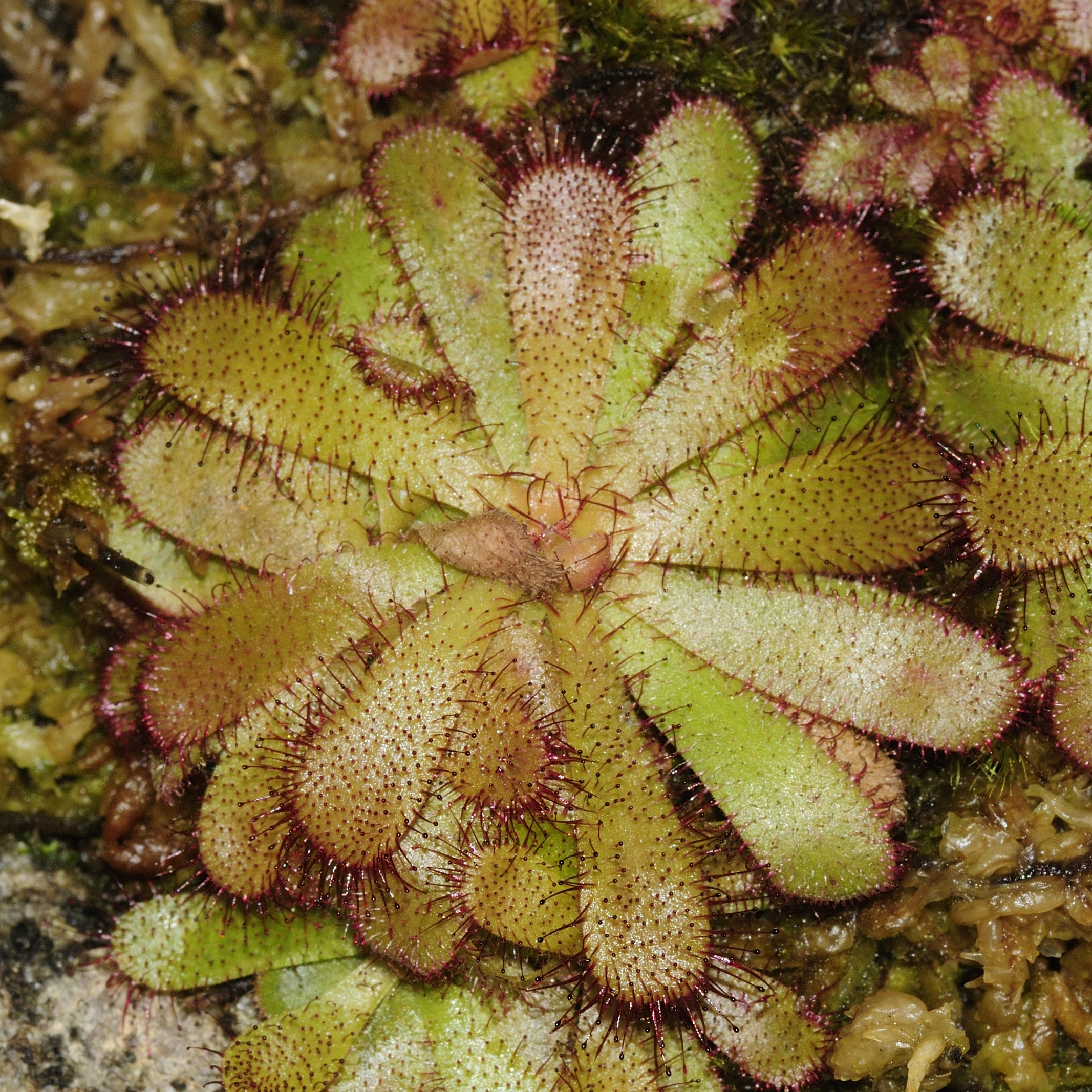
Blattrosette von Drosera hamiltonii

Drosera hamiltonii ist eine fleischfressende Pflanze aus der Gattung Sonnentau (Drosera). Sie kommt nur in einem kleinen Areal im äußersten Südwesten Australiens vor.

## Beschreibung
Drosera hamiltonii ist eine mehrjährige, krautige Pflanze, die aus einem kurzen Rhizom eine bodenständige Rosette bildet. Ihr gut ausgebildetes Wurzelsystem besteht aus schwarzen, dicken und verzweigten Wurzeln.
Die Blattrosette erreicht einen Durchmesser von 4 bis 6 cm. Sie besitzt spatelförmige, 3 bis 4 Zentimeter lange Fangblätter mit einer Breite von bis zu 1 Zentimeter und verjüngt sich zum 4 Millimeter langen und 3 Millimeter breiten Blattstiel hin. An der flachen Blattoberseite sind weder Mittelrippe noch Blattadern erkennbar. Die Tentakel sind gleichmäßig auf der Blattoberseite verteilt, die Blattunterseite ist unbehaart.
Blütezeit am Naturstandort ist November bis Dezember. Die Blüten öffnen sich nur alle zwei Tage. Der stark behaarte und dunkelrot überhauchte, 30 bis 40 Zentimeter (gelegentlich bis 75 Zentimeter) lange Blütenstängel trägt in einer Traube zwanzig bis dreißig pinkfarbene Blüten an mit Drüsenhaaren besetzten, 3 bis 5 Millimeter langen Blütenstielen. Die schmal-eiförmigen Kelchblätter sind 7,5 Millimeter lang und 3 Millimeter breit, schwarzgefleckt und verstreut mit zylindrischen, rotkopfigen Drüsenhaaren besetzt. Die dunkelrosanen, sehr breit verkehrt-eiförmigen Kronblätter sind 1,6 Zentimeter lang und 2,2 Zentimeter breit, die Nervatur hebt sich auf der Unterseite durch eine dunklere Färbung ab. Die Ränder sind einfach, am äußersten Ende unregelmäßig gekerbt.
Die fünf Staubblätter sind bis zu 5,5 Millimeter lang, die Staubfäden weiß, die Staubbeutel ebenso wie der Pollen gelb. Die fünf 2,2 Millimeter langen Griffel der Blüte sind längs verwachsen, die purpurnen Narben lanzettlich, 0,8 Millimeter lang und 0,4 Millimeter breit und an den oberen Rändern sowie am äußersten Ende papillös.
Die Chromosomenzahl beträgt 2n = 28.

## Verbreitung
Zu finden ist diese Pflanzenart ausschließlich im äußersten Südwesten Australiens entlang der Küste zwischen Albany und Augusta auf nassen Torfböden in Sümpfen und an den Ufern von Fließgewässern.
Sie gedeiht dort unter dichter Vegetation vergesellschaftet mit Pflanzen wie Utricularia paulineae, Utricularia menziesii, dem Zwergkrug (Cephalotus follicularis) und Drosera pulchella.
Durch landwirtschaftliche Tätigkeiten werden die Habitate zunehmend zerstört und der Bestand ist bedroht. Ein Schutzstatus allerdings liegt bisher nicht vor.

## Systematik
Die Art wurde 1903 durch Cecil Rollo Payton Andrews erstbeschrieben und 1906 von Diels als die einzige Art in Sektion Stelogyne eingeordnet. Schlauer beschrieb die Sektion 1996 sogar als eigene Untergattung. Seine & Barthlott platzierten die Art 1994 in Sektion Drosera, diese Ansicht konnte sich jedoch nicht durchsetzen. Phylogenetische Untersuchungen sehen sie als Teil einer kleineren Klade unter anderem mit Drosera indica und Drosera adelae. Unter Berücksichtigung dieser Erkenntnisse wird 2018 durch A.Fleischm.,P.M.Gonella & F.Rivadavia wieder der Sektionsrang verwendet.